# NGC 7699
NGC 7699 ist eine Spiralgalaxie vom Hubble-Typ Sa im Sternbild Fische auf der Ekliptik. Sie ist schätzungsweise 250 Millionen Lichtjahre von der Milchstraße entfernt und hat einen Durchmesser von etwa 45.000 Lichtjahren. 

Im selben Himmelsareal befinden sich u. a. die Galaxien NGC 7700, NGC 7701, NGC 7710, IC 1501.
Das Objekt wurde am 18. November 1864 von Albert Marth entdeckt.